# Urząd Marszałkowski Województwa Zachodniopomorskiego
Urząd Marszałkowski Województwa Zachodniopomorskiego – wojewódzka samorządowa jednostka organizacyjna działająca w formie jednostki budżetowej, za pomocą której zarząd i marszałek województwa wykonują swoje zadania i kompetencje niezastrzeżone na rzecz sejmiku i wojewódzkich samorządowych jednostek organizacyjnych. Został utworzony 1 stycznia 1999 r. na podstawie art. 27 ustawy z dnia 13 października 1998 r. – Przepisy wprowadzające ustawy reformujące administrację publiczną (Dz.U. z 1998 r. nr 133, poz. 872, ze zm.). 

## Siedziby
Od 7 kwietnia 2023 r. główną siedzibą urzędu jest budynek przy ul. Piłsudskiego 40 w Szczecinie. Dodatkowo urząd wynajmuje pomieszczenia na Zamku Książąt Pomorskich przy ul. Korsarzy 34, w budynku Wojewódzkiego Zakładu Doskonalenia Zawodowego przy pl. Kilińskiego 1 (siedziba Regionalnego Biura Gospodarki Przestrzennej Województwa Zachodniopomorskiego) i w budynku przy ul. Mickiewicza 41 (siedziba Sejmiku Województwa Zachodniopomorskiego). Urząd posiada delegaturę w Koszalinie przy ul. Monte Cassino 2.

## Władze
Zarząd województwa, stan z 9 maja 2024 r.
- Olgierd Geblewicz – Marszałek Województwa Zachodniopomorskiego
- Anna Bańkowska – Wicemarszałek
- Jakub Kowalik – Wicemarszałek
- Bogdan Jaroszewicz – Członek zarządu
- Marcin Łapeciński – Członek zarządu

## Jednostki organizacyjne

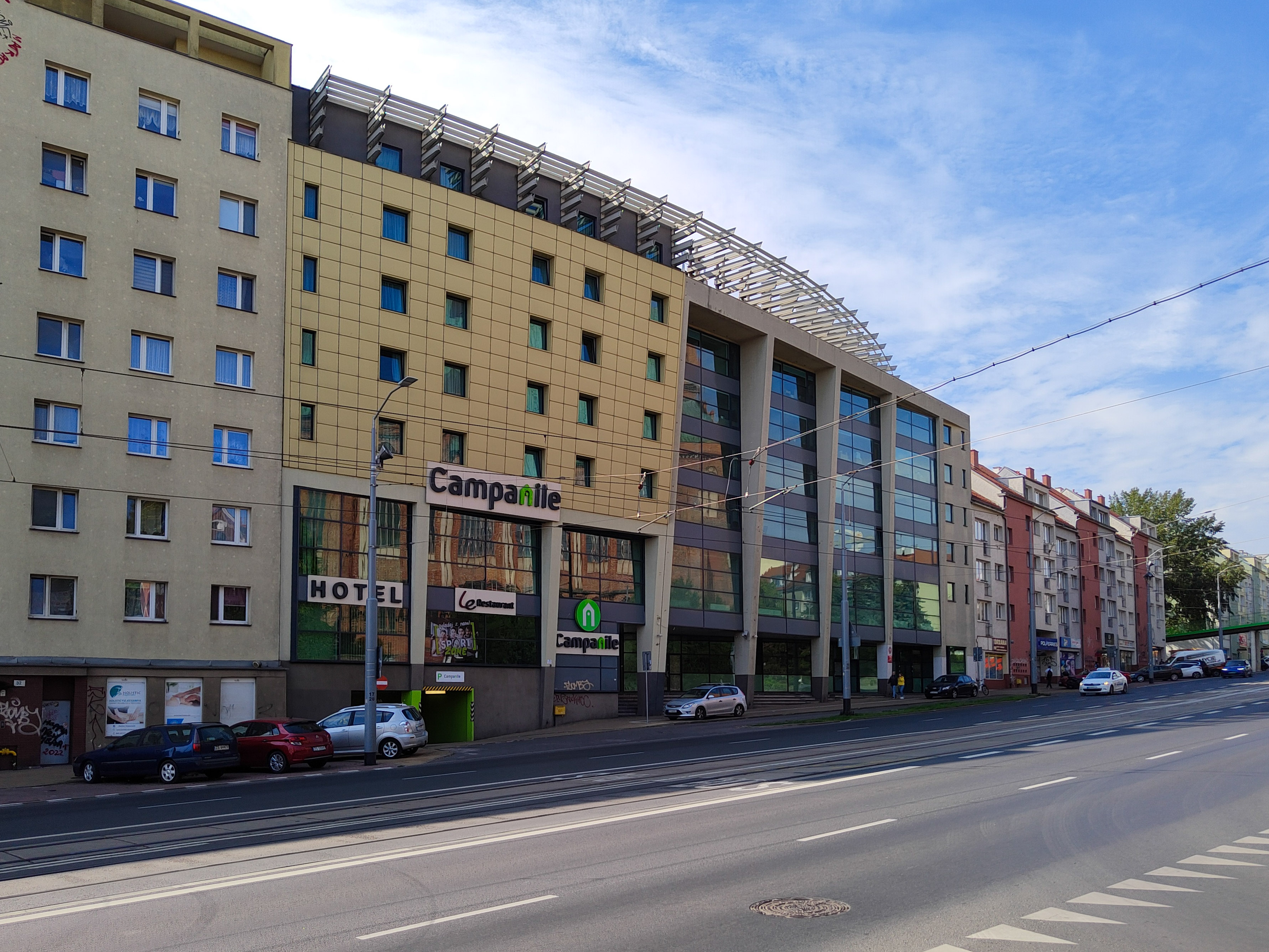
Biurowiec Atrium Katedra przy ul. Wyszyńskiego, jedna z byłych siedzib urzędu

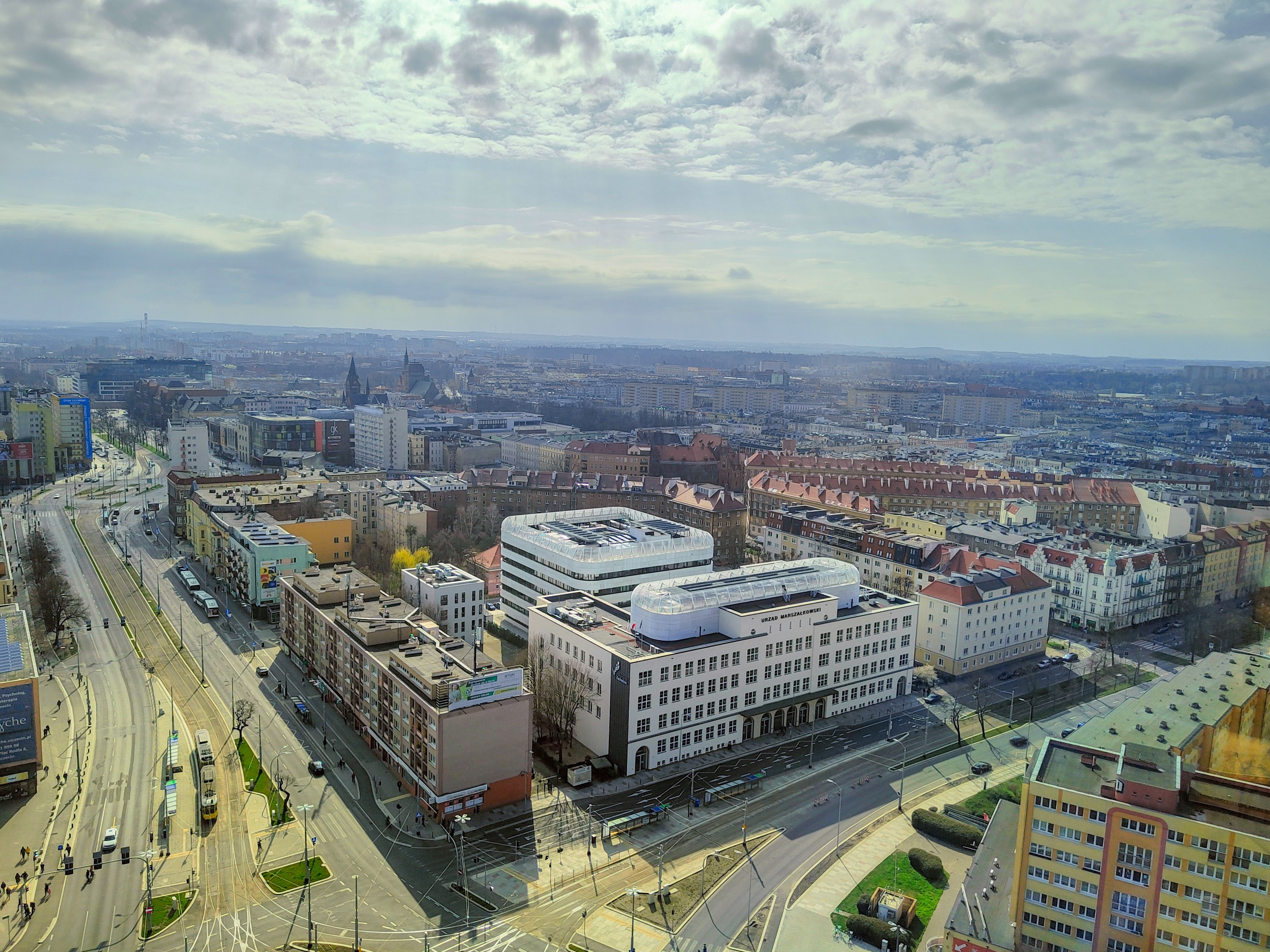
Widok na siedzibę główną z Pazimu

Urzędem kieruje marszałek województwa przy pomocy sekretarza województwa – dyrektora urzędu marszałkowskiego. Merytoryczny nadzór nad realizacją zadań przypisanych poszczególnym wydziałom i innym jednostkom sprawują właściwi członkowie zarządu zgodnie z określonym podziałem kompetencji. Za sprawne funkcjonowanie służb finansowo-księgowych oraz prawidłowe wykonywanie planu finansowego urzędu odpowiada skarbnik województwa.

### Wydziały[6]
- Wydział Prezydialny
- Gabinet Marszałka
- Wydział Organizacji i Rozwoju Zasobów Ludzkich
- Wydział Administracyjny
- Wydział Finansów i Budżetu
- Wydział Edukacji i Sportu
- Wydział Ochrony Środowiska
- Wydział Inwestycji i Nieruchomości
- Wydział Kultury i Dziedzictwa Narodowego
- Wydział Współpracy Terytorialnej i Turystyki
- Wydział Funduszy Europejskich
- Wydział Zarządzania Strategicznego
- Wydział Zdrowia
- Wydział Rolnictwa i Rybactwa
- Wydział Programów Rozwoju Obszarów Wiejskich
- Wydział Współpracy Społecznej
- Wydział Bezpieczeństwa i Ochrony Informacji Niejawnych
- Wydział Infrastruktury i Transportu
- Wydział Społeczeństwa Informacyjnego i Informatyki
- Centrum Inicjatyw Gospodarczych
- Regionalny Ośrodek Polityki Społecznej

### Biura
- Biuro Audytu Wewnętrznego
- Biuro Kontroli Wewnętrznej
- Biuro Radców Prawnych
- Biuro Geodezji
- Biuro Certyfikacji
- Biuro Zamiejscowe w Koszalinie
- Biuro Rzecznika Funduszy Europejskich

### I wojewódzkie osoby prawne[7]

#### Inne samorządowe osoby prawne
1. Wojewódzki Ośrodek Ruchu Drogowego w Szczecinie[8]
2. Zachodniopomorski Ośrodek Ruchu Drogowego w Koszalinie[9]
3. Wojewódzki Fundusz Ochrony Środowiska i Gospodarki Wodnej[10]

### II wojewódzkie samorządowe jednostki organizacyjne
1. Centrum Edukacji Nauczycieli w Koszalinie[11]
2. Zachodniopomorskie Centrum Doskonalenia Nauczycieli w Szczecinie[12]
3. Zespół Szkół Specjalnych przy Szpitalu Uzdrowiskowym "Słoneczko" w Kołobrzegu[13]
4. I Liceum Ogólnokształcące w Białym Borze[14]
5. Zachodniopomorskie Centrum Kształcenia Zawodowego i Ustawicznego w Szczecinie[15]
6. Zachodniopomorskie Centrum Kształcenia Zawodowego i Ustawicznego w Świnoujściu[16]
7. Zachodniopomorski Zarząd Dróg Wojewódzkich w Koszalinie[17]
8. Zachodniopomorskie Laboratorium Drogowe w Koszalinie[18]
9. Wojewódzki Urząd Pracy[19]
10. Sekretariat ds. Młodzieży Województwa Zachodniopomorskiego[20]
11. Regionalne Biuro Gospodarki Przestrzennej Województwa Zachodniopomorskiego w Szczecinie[21]
12. Publiczny Ośrodek adopcyjny w Koszalinie - Oddział w Szczecinie[22]
13. Publiczny Ośrodek adopcyjny w Koszalinie[23]
14. Zespół Parków Krajobrazowych Województwa Zachodniopomorskiego[24]